# Сурська волость
Сурська волость (Сурсько-Литовська волость) — історична адміністративно-територіальна одиниця Катеринославського повіту Катеринославської губернії з центром у селі Сурьке.
Станом на 1886 рік складалася з 5 поселень, 5 сільських громад. Населення — 7394 особи (3668 чоловічої статі та 3726 — жіночої), 2502 дворових господарства.
|                     | Площа, десятин | У тому числі орної, дес. |
| ------------------- | -------------- | ------------------------ |
| Сільських громад    | 16057          | 13561                    |
| Приватної власності | 292            | —                        |
| Іншої власності     | 280            | 129                      |
| Загалом             | 16629          | 13690                    |

Найбільші поселення волості:
- Сурьке (Сурсько-Литовське, Литовське) — село при річці Мокра Сура за 15 верст від повітового міста, 2267 осіб, 390 двори, православна церква, школа, 3 лавки.
- Краснопіль — село при річці Безіменній, 2065 осіб, 338 дворів, церква православна.
- Мандрикова — село при річці Дніпро, 564 особи, 101 двір, школа.
- Михайлівка — село при річці Суха Сура, 2008 осіб, 323 двори, церква православна, школа, 6 лавок, 3 ярмарки.
- Ново-Миколаївка (Бесарабівка) — село при річці Мокра Сура, 490 осіб, 71 двір, школа.

За даними на 1908 рік частина території та населених пунктів відійшла до новоутворенної Сурсько-Михайлівської волості, відповідно населення волості зменшилось до 6992 осіб (3486 чоловічої статі та 3506 — жіночої), 1151 дворове господарство.